# 史密夫斐爾律師事務所
史密夫斐爾律師事務所（英文名稱：Herbert Smith Freehills LLP），是一家國際律師事務所，總部設在倫敦及悉尼。該所於2012年10月1日，由英國史密夫律師事務所（Herbert Smith）以及澳洲斐爾律師事務所（Freehills）合併成立。前史密夫律師事務所為英國頂尖Silver Circle成員之一，而前斐爾律師事務所為澳洲六大律師事務所（Big Six）成員之一。
史密夫斐爾律師事務所一直被視為世界上最負盛名的律師事務所之一；Sharplegal 全球精英品牌指數把該所評為世界十大最有聲譽的律師事務所。此外，根據2012年Vault統計數據，史密夫斐爾律師事務所的聲望於英國排名第6；BRW於2013年把該所列為澳洲最佳的專業服務事務所。

## 辦事處
史密夫律師事務所於多個國家或城市設立辦事處，包括比利時、上海、法國、德國、日本、盧森堡、中東、荷蘭、俄國、新加坡、西班牙、泰國、阿拉伯聯合酋長國等。其中香港辦事處位於中環置地廣場告羅士打大廈。